# Butheoloides
Genre
Synonymes
- Anoplobuthus Caporiacco, 1932
- Gigantoloides Lourenço, 2002

Butheoloides est un genre de scorpions de la famille des Buthidae.

## Distribution
Les espèces de ce genre se rencontrent dans le Nord de l'Afrique.

## Liste des espèces
Selon The Scorpion Files (26/09/2020) :
- Butheoloides annieae Lourenço, 1986
- Butheoloides aymerichi Lourenço, 2002
- Butheoloides charlotteae Lourenço, 2000
- Butheoloides cimrmani Kovařík, 2003
- Butheoloides granulatus Lourenço, Duhem & Cloudsley-Thompson, 2012
- Butheoloides grosseri Kovařík, 2016
- Butheoloides hirsti Lourenço, 1996
- Butheoloides littoralis Lourenço, Touloun & Boumezzough, 2011
- Butheoloides maroccanus Hirst, 1925
- Butheoloides milloti Vachon, 1948
- Butheoloides monodi Vachon, 1950
- Butheoloides nuer Kovařík, 2015
- Butheoloides occidentalis Lourenço, Slimani & Berahou, 2003
- Butheoloides polisi Lourenço, 1996
- Butheoloides savanicola Lourenço, 2013
- Butheoloides schwendingeri Lourenço, 2002
- Butheoloides slimanii Lourenço, 2010
- Butheoloides vanderberghi Lourenço, 2015
- Butheoloides wilsoni Lourenço, 1995

## Publication originale
- Hirst, 1925 : « On some scorpions from Morocco, with the description of a new genus and species. » Annals and Magazin of Natural History, sér. 9, vol. 15, p. 414–416.